# Moloktcha
La Moloktcha (en russe : Молокча) est une rivière de Russie et un affluent de la Cherna, dans le bassin hydrographique de la Volga, donc un sous-affluent de la Volga par la Kliazma et l'Oka.

## Géographie
La Moloktcha arrose les oblasts de Vladimir et de Moscou.
Elle prend sa source près de Boujaninovo et fusionne avec la Seraïa pour former la Cherna à proximité de la gare de Belkovo, à une altitude de 143 mètres. Elle a 10 à 15 m de largeur dans son cours inférieur.
Sur une partie de son cours, la Moloktcha sert de limite entre les oblasts de Vladimir et de Moscou.